# Orahili Idanoi
Orahili Idanoi is een bestuurslaag in het regentschap Nias Barat van de provincie Noord-Sumatra, Indonesië. Orahili Idanoi telt 1465 inwoners (volkstelling 2010).